# Fincastle, Kentucky
Fincastle är en ort i Jefferson County, Kentucky, USA. År 2000 hade orten 825 invånare. Den har enligt United States Census Bureau en area på 0,5 km², allt är land.